# Rudolph Palme
Rudolph Franz Robert Palme (* 23. Oktober 1834 in Barby; † 8. Januar 1909 in Magdeburg) war ein deutscher Organist, Komponist, Herausgeber und Orgelrevisor in Magdeburg. Mit 28 Jahren wurde er Organist an der Heilig-Geist-Kirche, im Jahre 1880 Königlicher Musikdirektor, 1883 Königlicher Orgelbaurevisor. Er schrieb unter anderem Motetten für Chorgesang, die bis heute aufgeführt werden.